# Embyr-Lee Susko
Embyr-Lee Susko (Whistler, 13 giugno 2005) è una slittinista canadese.

## Biografia

### Carriera sportiva
Fece la sua prima esperienza su una slitta all'età di sette anni, seguendo le orme dei suoi due fratelli maggiori, lungo il tracciato del Whistler Sliding Centre.

#### Stagioni 2022-2024

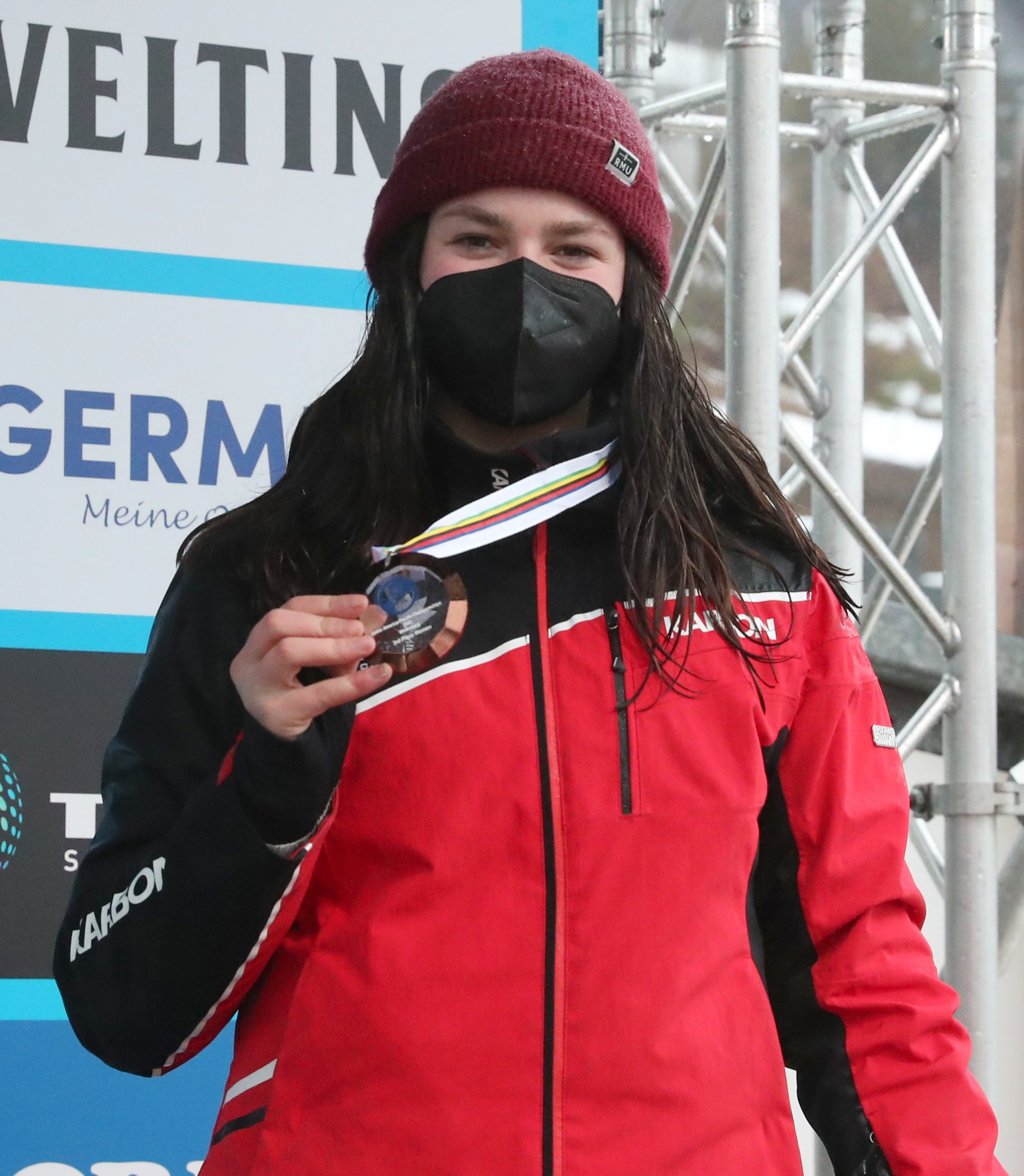
Susko sul podio dei campionati pacifico-americani juniores di Winterberg 2022.

Iniziò a gareggiare per la nazionale canadese nella specialità del singolo nella categoria juniores, prendendo parte ai campionati mondiali juniores di Winterberg 2022 in cui giunse dodicesima; detta competizione fu valida anche per attribuire i titoli pacifico-americani di categoria, in cui ottenne la medaglia di bronzo alle spalle delle connazionali Caitlin Nash e Kailey Allan. La stagione successiva, a livello giovanile, conquistò la vittoria della Coppa continentale americana trionfando in entrambe le gare disputate, gareggiò in due delle sei prove della Coppa del Mondo juniores, dove si piazzò al trentacinquesimo posto della graduatoria, ed inoltre fece il suo esordio nella Coppa del Mondo assoluta il 4 febbraio 2023 giungendo diciassettesima nella tappa di Altenberg e chiudendo la classifica finale in quarantesima posizione.
Nella stagione seguente affiancò all'attività nel singolo anche quella nel doppio, in coppia con Beattie Podulsky; prese parte alle prime tre gare del circuito di Coppa juniores arrivando tre volte prima nell'individuale e tre volte seconda nella disciplina biposto e terminò la classifica generale rispettivamente in seconda ed in terza posizione, nel singolo inoltre vinse la medaglia d'oro nei campionati pacifico-americani di categoria di Whistler 2024 e quella d'argento ai mondiali juniores di Lillehammer 2024. A livello assoluto partecipò a quattro tappe di Coppa del Mondo e chiuse la stagione in ventisettesima posizione nel singolo ed in diciannovesima nel doppio, conquistò la medaglia di bronzo sia nell'individuale sia nella prova a coppie ai campionati pacifico-americani di Whistler 2024 mentre nella rassegna iridata di Altenberg 2024 giunse quattordicesima nel singolo sprint e sedicesima nella prova classica, posizione che le valse la sesta piazza nella speciale classifica riservata alle under 23.

#### Stagione 2025
Dal 2024/25 tornò a cimentarsi unicamente nel singolare, sia nel circuito juniores sia in quello assoluto: si classificò undicesima nella graduatoria di Coppa juniores, in cui prese parte a tre delle sei prove in programma, e trentatreesima in quella senior, gareggiando in sole tre tappe delle nove in calendario, focalizzando la preparazione in vista dei mondiali casalinghi di Whistler 2025 dove fu inaspettatamente quarta nell'individuale a soli trentotto millesimi dal podio -risultato per il quale ottenne inoltre la seconda piazza tra le atlete under 23-, dodicesima nella neonata specialità della staffetta mista singolo con Theo Downey e conquistò la medaglia di bronzo nella gara a squadre insieme allo stesso Downey ed agli altri connazionali Devin Wardrope, Cole Zajanski, Beattie Podulsky e Kailey Allan.

## Palmarès

### Mondiali
- 1 medaglia:
  - 1 bronzo (gara a squadre a Whistler 2025).

### Pacifico-americani
- 2 medaglie:
  - 2 bronzi (singolo, doppio a Whistler 2024).

### Mondiali under 23
- 1 medaglia:
  - 1 argento (singolo a Whistler 2025).

### Mondiali juniores
- 1 medaglia:
  - 1 argento (singolo a Lillehammer 2024).

### Pacifico-americani juniores
- 2 medaglie:
  - 1 oro (singolo a Whistler 2024);
  - 1 bronzo (singolo a Winterberg 2022).

### Coppa del Mondo
- Miglior piazzamento in classifica generale di Coppa del Mondo nel singolo: 27ª nel 2023/24;
- Miglior piazzamento in classifica generale di Coppa del Mondo nel doppio: 19ª nel 2023/24.

### Coppa del Mondo juniores
- Miglior piazzamento in classifica di Coppa del Mondo juniores nel singolo: 2ª nel 2023/24;
- Miglior piazzamento in classifica di Coppa del Mondo juniores nel doppio: 3ª nel 2023/24.

### Coppa continentale giovani
- Vincitrice della Coppa continentale americana giovani nel singolo nel 2022/23.